# 오플로트니차

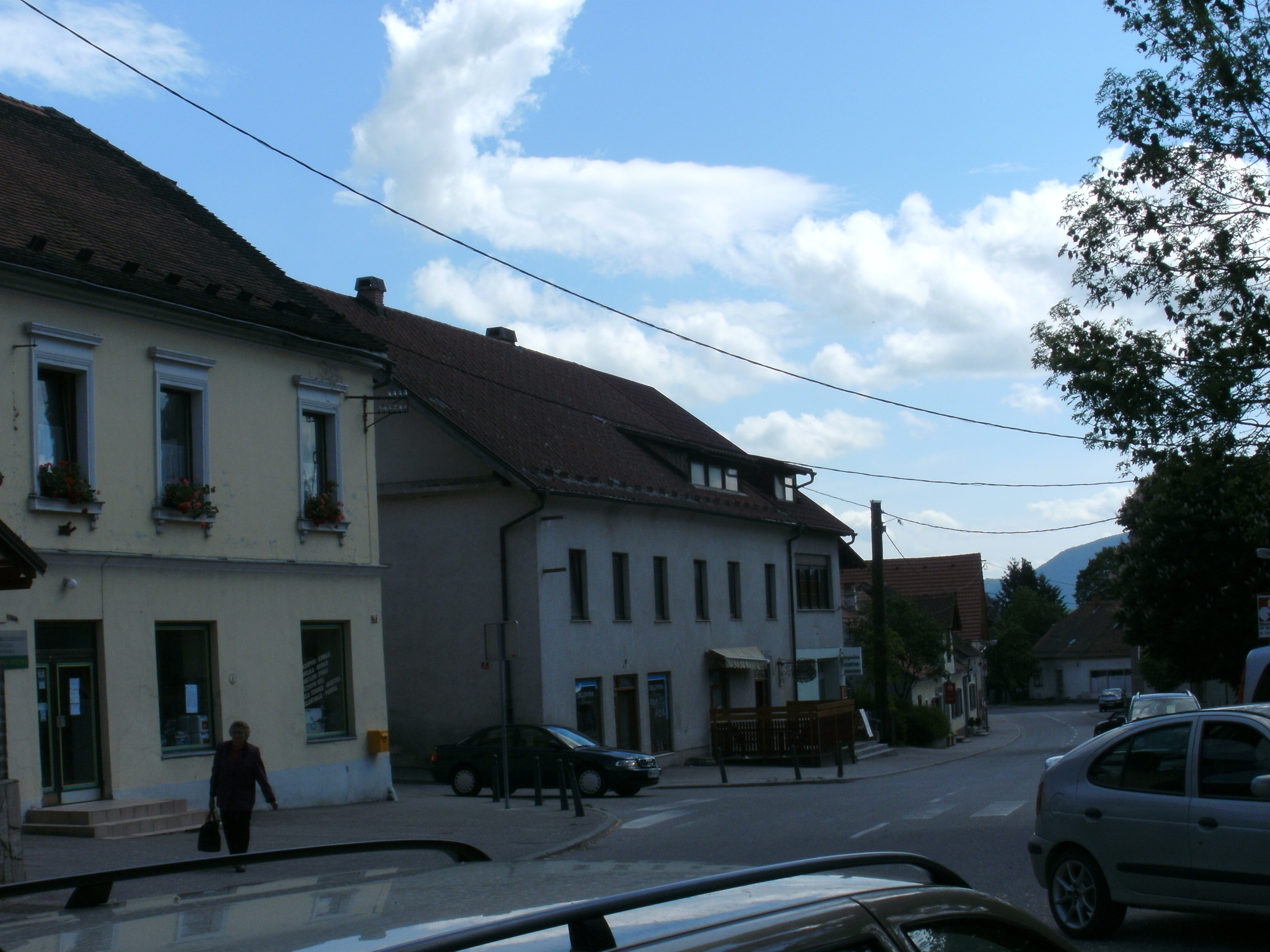
오플로트니차

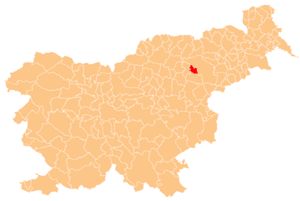
오플로트니차의 위치

오플로트니차(슬로베니아어: Oplotnica, 독일어: Oplotnitz 오플로트니츠[*])는 슬로베니아의 도시로 면적은 33.2km2, 인구는 3,866명(2002년 기준), 인구 밀도는 116.4명/km2이다.